# Myriam Abel
Myriam Abel (La Grand-Combe, 15 mei 1981) is een Frans zangeres. In 2005 won zij Nouvelle Star 3.
Hiermee kreeg ze een platencontract bij Sony BMG, maar omdat ze eerder al een contract had bij Outcom Production had ze de regels van Nouvelle Star overtreden. Hoewel Sony nog wel de single Donne uitbracht, werd het reeds opgenomen album niet meer uitgebracht.

## Discografie
- Blame it on the Boogie, 2005
- La vie devant soi, 2005
- Qui je suis, 2011

- Bibliothèque nationale de France: cb15050471h (data)
- International Standard Name Identifier: 0000 0000 0214 5407
- MusicBrainz: 815357a3-2dc9-4921-b52d-66fff2e9c946
- Virtual International Authority File: 51975372